# 物质

物质的三态：氣态、液态、固态

物质（英語：matter）具有科学上和哲学上的双重含義，尽管哲学对物质的解释早于科学，一般均以科学含义解释。在经典物理学和化学中，物质是任何有质量且通过体积来占据空间，而由原子及分子依某规则或形式组合的物体。
根据狭义相对论中的质能等价，物质不灭、物质与能量可互换、质能不灭，是解释物质变化的重要规律。根据广义相对论中的时空，时间与空间是物质的存在形式，既没有脱离物质的时空，也没有脱离时空的物质。

## 科学上的“物质”
物质是一個科學上沒有明確定義的詞，一般是指靜止質量不為零的東西（理论上光子静止质量为零，但不存在静止的光子）。物质也常用來泛稱所有組成可觀測物體的成分
。物質的物理定義通常是：由夸克和輕子組成的物體，光子、玻色子在物理定義中通常不被認為是物質。
所有可以用肉眼看到的物體都是由原子組成，而原子是由互相作用的次原子粒子所組成，其中包括由質子和中子組成的原子核，以及許多電子組成的電子雲
。 
一般而言科學上會把上述的複合粒子視為物質，因為他們具有靜止質量及體積。相對的，像光子等无质量粒子一般不視為物質。不過不是所有具有靜止質量的粒子都有古典定義下的體積，像夸克及輕子等粒子一般會視為質點，不具有大小及體積。而夸克和輕子之間的交互作用才使得質子和中子有所謂的體積，也使得一般物體有體積。
物質常見的物質狀態有四種：固體、液體、氣體及等离子体。不過實驗技術的進步產生了許多新的物質狀態，像是玻色–爱因斯坦凝聚及费米子凝聚态。對於基本粒子的研究也產生了新的物質狀態，像是夸克-膠子漿。在自然科學的歷史中，許多人都在研究物質的確切性質，物質是由許多離散組件組合而成的概念，即所謂的「物質粒子論」，最早是由古希臘哲學家留基伯及德谟克利特提出。
愛因斯坦證明所有物质都可以视为能量（即質能等價），两者间的關係式即為著名的{\displaystyle E=mc^{2}}，其中{\displaystyle E}為能量，{\displaystyle m}為質量，{\displaystyle c}為光速，其數值為 299792458 m/s。因此很小的質量可以轉換為很大的能量，例如正子和電子等費米子可以轉換為非物質的光子。不過雖然在這些過程中可以產生或是消滅物質，但是物質及能量的總和（透過{\displaystyle E=mc^{2}}轉換）卻不會改變。

## 哲学上的“物质”
哲学上，物质被用于指与精神（mind，spirit）相对的东西，在定义最广的情况下，哲学上的物质包括了粒子、光、声、波、场、力、能量、时空等。